# Andrena longitibialis
Andrena longitibialis là một loài Hymenoptera trong họ Andrenidae. Loài này được Hirashima mô tả khoa học năm 1962.